# Wuppertal
Wuppertal est une ville allemande du land de Rhénanie-du-Nord-Westphalie, située dans la région du Pays de Berg au cœur de l'agglomération de Rhin-Ruhr.
La ville est connue pour son monorail suspendu (Wuppertaler Schwebebahn), inauguré en 1901, d'une longueur de 13 km, circulant principalement au-dessus de la rivière Wupper, mais aussi pour ses jardins publics et forêts qui représentent les deux tiers de sa surface, les vastes quartiers de villas de l’époque des fondateurs, et la compagnie de danse contemporaine créée et longuement dirigée par Pina Bausch.

## Fondation de la ville

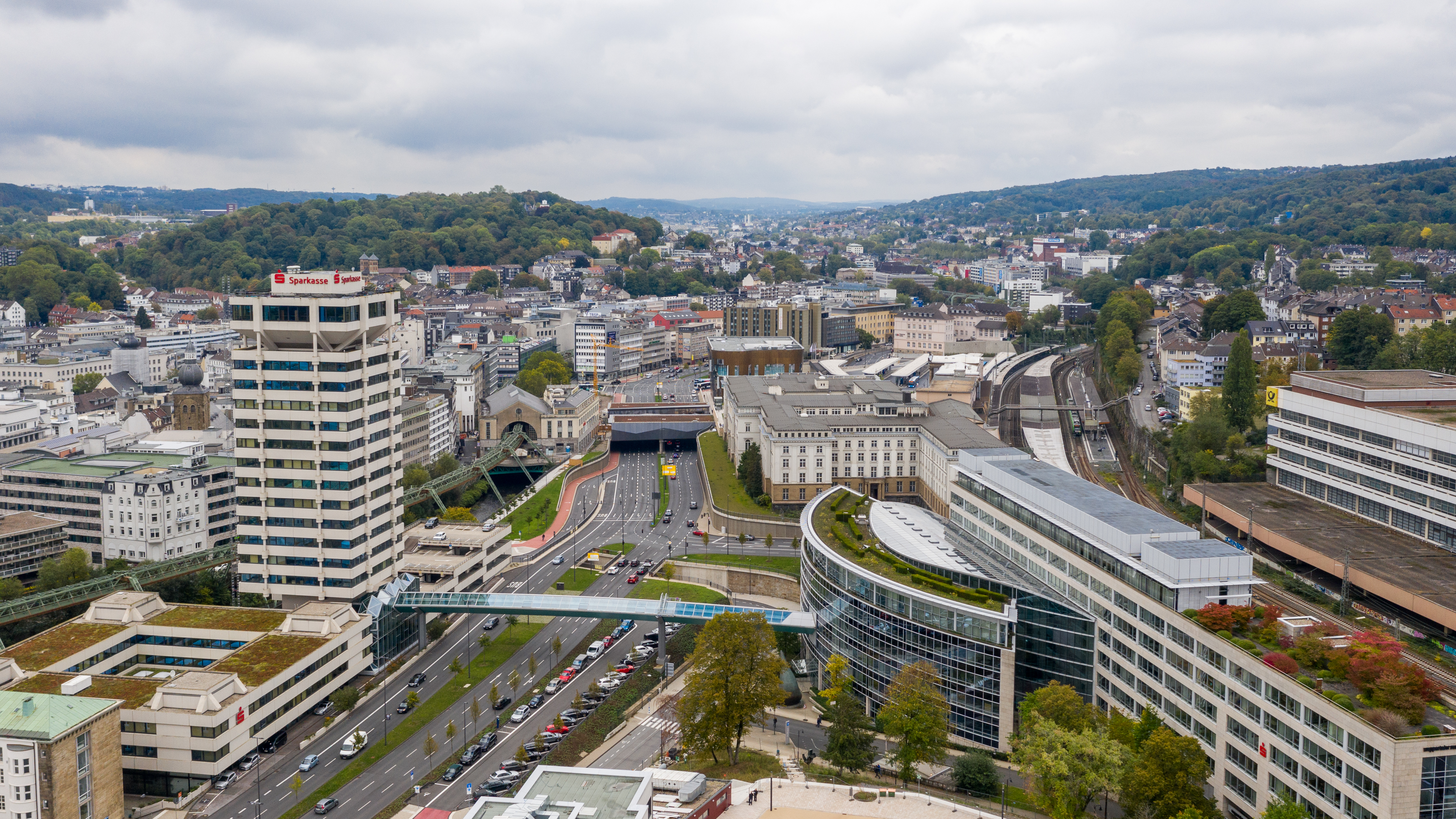

La ville de Wuppertal a été fondée le 1er août 1929 par l'association des villes indépendantes d'Elberfeld et Barmen, des villes de Cronenberg, Ronsdorf et Vohwinkel, ainsi que du village de Beyenburg appartenant à l'époque à la municipalité de Lüttringhausen. Cette association forma la communauté urbaine indépendante de Barmen-Elberfeld. En 1930, la ville prend le nom de Wuppertal. En effet, après avoir été consultés, les habitants ont choisi ce nom, à cause de la position de la ville par rapport à la rivière Wupper. Cette fusion se reflète encore aujourd'hui dans la physionomie de la ville. Ainsi, Wuppertal a deux centres principaux (Elberfeld et Barmen) et six autres arrondissements (Uellendahl-Katernberg, Vohwinkel, Cronenberg, Heckinghausen, Langerfeld-Beyenburg et 
Ronsdorf). Chacune de ces zones rassemble des institutions faisant penser à une petite ville. De presque partout, l'on peut atteindre en peu de temps un parc ou une forêt en surplomb.
De juin 1933 à janvier 1934, les nazis installent le camp de concentration de Kemna dans une usine de la ville. Ils y enferment et torturent principalement des dissidents politiques.

## Déclaration de Barmen
En 1934, des protestants allemands signent la déclaration de Barmen, qui pose les fondements de leur résistance au national-socialisme.

## Schwebebahn

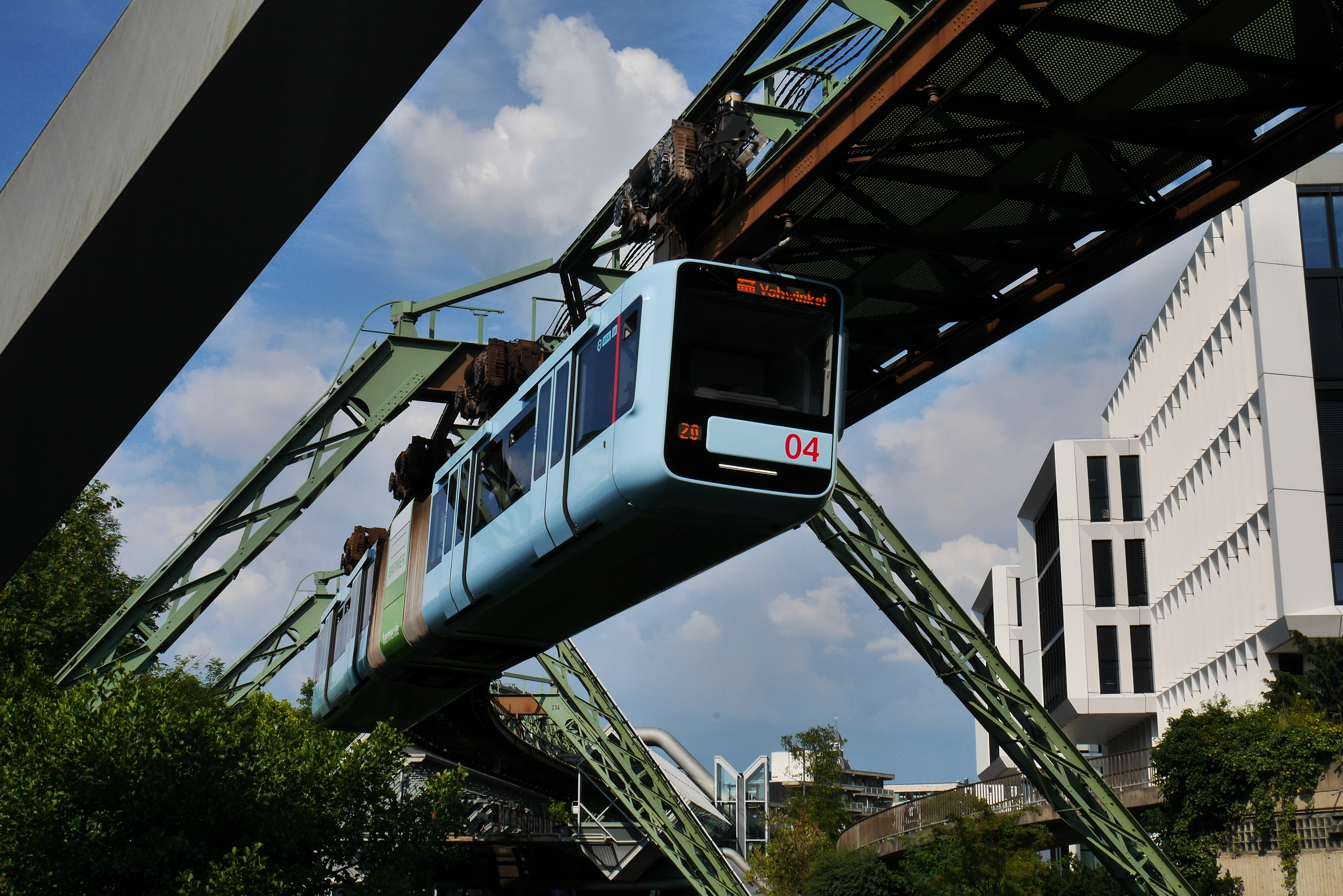

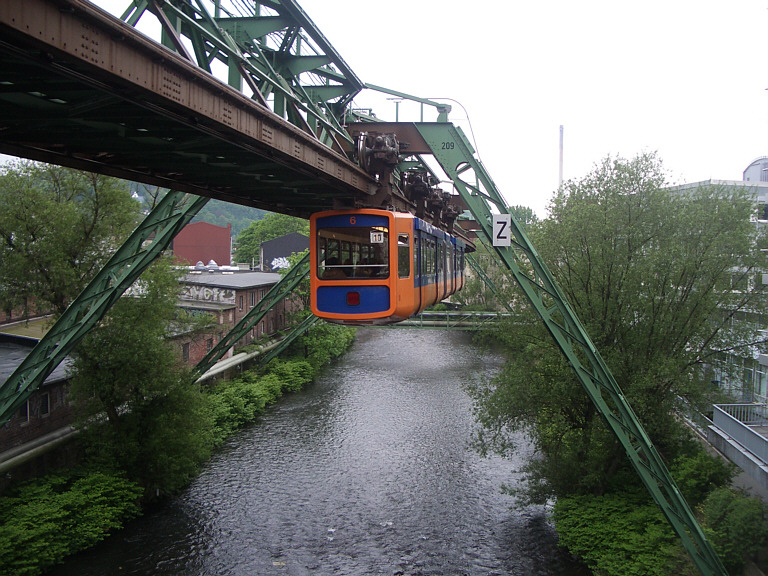

L'une des plus grandes attractions de la ville est le monorail suspendu (Wuppertaler Schwebebahn), inauguré en 1901 d'une longueur de 13 km, circulant principalement au-dessus de la rivière. Il y a un conducteur (humain). Les rames de deux voitures ne sont pas réversibles et doivent utiliser une boucle pour faire demi-tour aux extrémités.
En 1950, le cirque Althoff fit prendre le monorail à une jeune éléphante nommée « Tuffi », mais celle-ci sauta par une porte dans la rivière, se blessant légèrement.
Le 12 avril 1999, un serre-joint oublié sur la voie par un ouvrier fit dérailler l'une des voitures et précipiter la rame, avec une cinquantaine de personnes à bord, huit mètres en contrebas dans la rivière. L'accident, premier accident mortel depuis 1901, tua cinq personnes et en blessa 46.

## Politique et administration

### Élections communales de 2020

#### Bourgmestre
| Candidats                | Candidats                | Partis                                                                          | Premier tour | Premier tour | Second tour | Second tour |
| Candidats                | Candidats                | Partis                                                                          | Voix         | %            | Voix        | %           |
| ------------------------ | ------------------------ | ------------------------------------------------------------------------------- | ------------ | ------------ | ----------- | ----------- |
|                          | Uwe Schneidewind         | Union chrétienne-démocrate d'Allemagne (CDU) - Alliance 90 / Les Verts (Grünen) | 50 218       | 40,8         | 52 439      | 53,5        |
|                          | Andreas Mucke            | Parti social-démocrate d'Allemagne (SPD)                                        | 45 524       | 37,0         | 45 645      | 46,5        |
|                          | Marcel Hafke             | Parti libéral-démocrate (FDP)                                                   | 9 057        | 7,4          |             |             |
|                          | Bernahrd Sander          | Die Linke                                                                       | 5 941        | 4,8          |             |             |
|                          | Panagiotis Paschialis    | Indépendant                                                                     | 4 295        | 3,5          |             |             |
|                          | Mira Lehner              | Die PARTEI (DP)                                                                 | 4 020        | 3,3          |             |             |
|                          | Henrik Dahlmann          | Groupe d'électeurs pour Wuppertal / Électeurs libres                            | 4 045        | 3,3          |             |             |
|                          |                          |                                                                                 |              |              |             |             |
| Votes valides            | Votes valides            | Votes valides                                                                   | 123 100      | 98,8         | 98 084      | 99,2        |
| Votes blancs et nuls     | Votes blancs et nuls     | Votes blancs et nuls                                                            | 1 541        | 1,2          | 762         | 0,8         |
| Total                    | Total                    | Total                                                                           | 124 641      | 100          | 98 846      | 100         |
| Abstention               | Abstention               | Abstention                                                                      | 139 107      | 53,1         | 166 942     | 62,8        |
| Inscrits / participation | Inscrits / participation | Inscrits / participation                                                        | 265 748      | 46,9         | 265 748     | 37,2        |

#### Conseil municipal
|                           |                                                         |         |      |     |        |     |
| Parti                     | Parti                                                   | Voix    | %    | +/- | Sièges | +/- |
|                           | Parti social-démocrate d'Allemagne (SPD)                | 35 653  | 28,9 | 1,1 | 23     | 4   |
|                           | Union chrétienne-démocrate d'Allemagne (CDU)            | 29 790  | 24,2 | 4,9 | 20     | 1   |
|                           | Alliance 90 / Les Verts (Grünen)                        | 24 121  | 19,6 | 4,6 | 16     | 6   |
|                           | Parti libéral-démocrate (FDP)                           | 8 871   | 7,2  | 1,7 | 6      | 2   |
|                           | Die Linke (Linke)                                       | 8 152   | 6,6  | 1,4 | 5      | 0   |
|                           | Alternative pour l'Allemagne (AfD)                      | 7 529   | 6,1  | 3,7 | 5      | 3   |
|                           | Groupe d'électeurs pour Wuppertal / Électeurs libres    | 3 581   | 2,9  | 1,8 | 2      | 1   |
|                           | Die PARTEI                                              | 3 346   | 2,7  | Nv. | 2      | 2   |
|                           | PRO Wuppertal                                           | 1 761   | 1,4  | Nv. | 1      | 1   |
|                           | Parti de protection des animaux                         | 365     | 0,3  | Nv. | 0      | 0   |
|                           | Parti pour le Changement, les Végétariens et les Vegans | 36      | 0,0  | Nv. | 0      | 0   |
|                           |                                                         |         |      |     |        |     |
| Suffrages exprimés        | Suffrages exprimés                                      | 123 205 | 98,9 |     |        |     |
| Votes blancs et invalides | Votes blancs et invalides                               | 1 364   | 1,1  |     |        |     |
| Total                     | Total                                                   | 124 569 | 100  | -   | 80     | 14  |
| Abstentions               | Abstentions                                             | 141 179 | 53,1 |     |        |     |
| Inscrits / participation  | Inscrits / participation                                | 265 748 | 46,9 |     |        |     |

## Sport
- En football, le Wuppertaler SV est le club municipal. Après avoir joué dans l’histoire quelques années en première et deuxième divisions et évolue maintenant en Regionalliga Ouest soit la 4e division allemande.
- En handball, le Bergischer HC qui joue en Championnat d'Allemagne de handball (1. Bundesliga).
- En basket-ball, le club féminin du Wuppertal Wings a remporté 11 Championnats d'Allemagne féminin.
- En rink hockey, les deux clubs de la ville sont le RSC Cronenberg qui a remporté 11 championnats d'Allemagne et qui est actuellement en 1re division et le SC Moskitos Wuppertal qui est lui en 2e division Nord-Ouest[4]. Wuppertal a accueilli les championnats d'Europe de rink hockey masculin 2010 et 1992. Il a aussi accueilli le Championnat d'Europe de rink hockey masculin des moins de 20 ans 1994. Il accueille le Championnat d'Europe de rink hockey féminin 2011.

## Économie
Wuppertal est le siège social de plusieurs sociétés importantes comme Vorwerk, Knipex, Barmenia ainsi que le site d'une partie de la fabrication et d'un centre de recherche de Bayer.
Durant la Seconde Guerre mondiale, elle disposait entre autres d'une usine d'explosifs de IG Farben, d'une usine de caoutchouc fini de Vorwerk & Sohn et d'une petite usine de roulements à billes de Kugelfischer-Georg-Schäfer.

## Personnalités liées à la ville
- Ian Ashley (1947- ), pilote automobile.
- Pina Bausch (1940-2009), danseuse puis chorégraphe qui a fondé le célèbre Tanztheater Wuppertal[5] dans la ville en 1976. Il est dirigé depuis 2022 par Boris Charmatz.Le film Pina de Wim Wenders, sorti en 2011, lui rend hommage ; plusieurs chorégraphies réalisées dans le film sont tournées dans les rues de Wuppertal.
- Friedrich Bayer, fondateur de l'entreprise de peinture qui devint Bayer AG.
- Ulrich Eicke (1952-), céiste, champion olympique.
- Friedrich Engels (1820-1895) philosophe, historien, ami et protecteur de Karl Marx, il y participa à l'insurrection d'Elberfeld.
- Gustav Adolf Fischer (1848-1886), explorateur.
- Marie Gruber (1955-2018), actrice allemande.
- Raimund Hoghe (1949-2021), journaliste et chorégraphe allemand.
- Else Lasker-Schüler, poète expressionniste.
- Christian Lindner, président du Parti libéral-démocrate (FDP).
- Sandy Mölling (1981- ), chanteuse et compositrice, ancienne membre du girl group No Angels, participante de Popstar 2000 Allemagne, animatrice TV.
- Wilhelm Momm (1865-1935), homme politique allemand.
- Simone Osygus (1968- ), nageuse allemande.
- Johannes Rau, président fédéral d'Allemagne (1999-2004).
- Herbert Runge (1913-1986), boxeur allemand.
- Grete Stern (1904-1999) photographe et graphiste.
- Alice Schwarzer, une des meneuses du mouvement féministe allemand.
- Rita Süssmuth, ministre fédérale de la Santé (1985-1988) et présidente du Bundestag (1988-1998).
- Horst Tappert, acteur, connu notamment par son rôle de Stephan Derrick dans la série télévisée Inspecteur Derrick.
- Tom Tykwer, réalisateur.

## Jumelages
Wuppertal entretient des jumelages avec différentes villes :
- South Tyneside (Royaume-Uni) depuis 1951 ;
- Saint-Étienne (France) depuis 1960 ;
- Tempelhof-Schöneberg (Allemagne) depuis 1964 ;
- Beer-Sheva (Israël) depuis 1977 ;
- Košice (Slovaquie) depuis 1980 ;
- Schwerin (Allemagne) depuis 1987 ;
- Matagalpa (Nicaragua) depuis 1987 ;
- Legnica (Pologne) depuis 1993 ;
- Iekaterinbourg (Russie) depuis 1993.

Échanges linguistiques entre Wuppertal et des établissements scolaires français :
- Carl Fuhlrott Gymnasium avec le lycée Dupuy-de-Lôme, à Lorient ;
- ? avec le lycée de l'Edit, à Roussillon ;
- Gesamtschule Barmen avec le collège Wilbur Wright, à Champagné, en avril 2016 ;
- Ganztagsgymnasium Johannes Rau avec le collège du Val de l'Indre, à Monts.

## Dans la culture populaire
Wuppertal et son monorail suspendu apparaissent dans l'album de bande dessinée Le Feu de Wotan (1984) de la série Yoko Tsuno de Roger Leloup ainsi que dans le film de Wim Wenders Alice dans les villes (1973).
Le musée Von der Heydt propose des œuvres et des expositions. Il se situe dans le quartier d'Elberfeld.
Wuppertal est une chanson de l'album Black City Parade du groupe français Indochine, sorti le 11 février 2013. Elle a été écrite en hommage à Pina Bausch.

### Galerie photographique

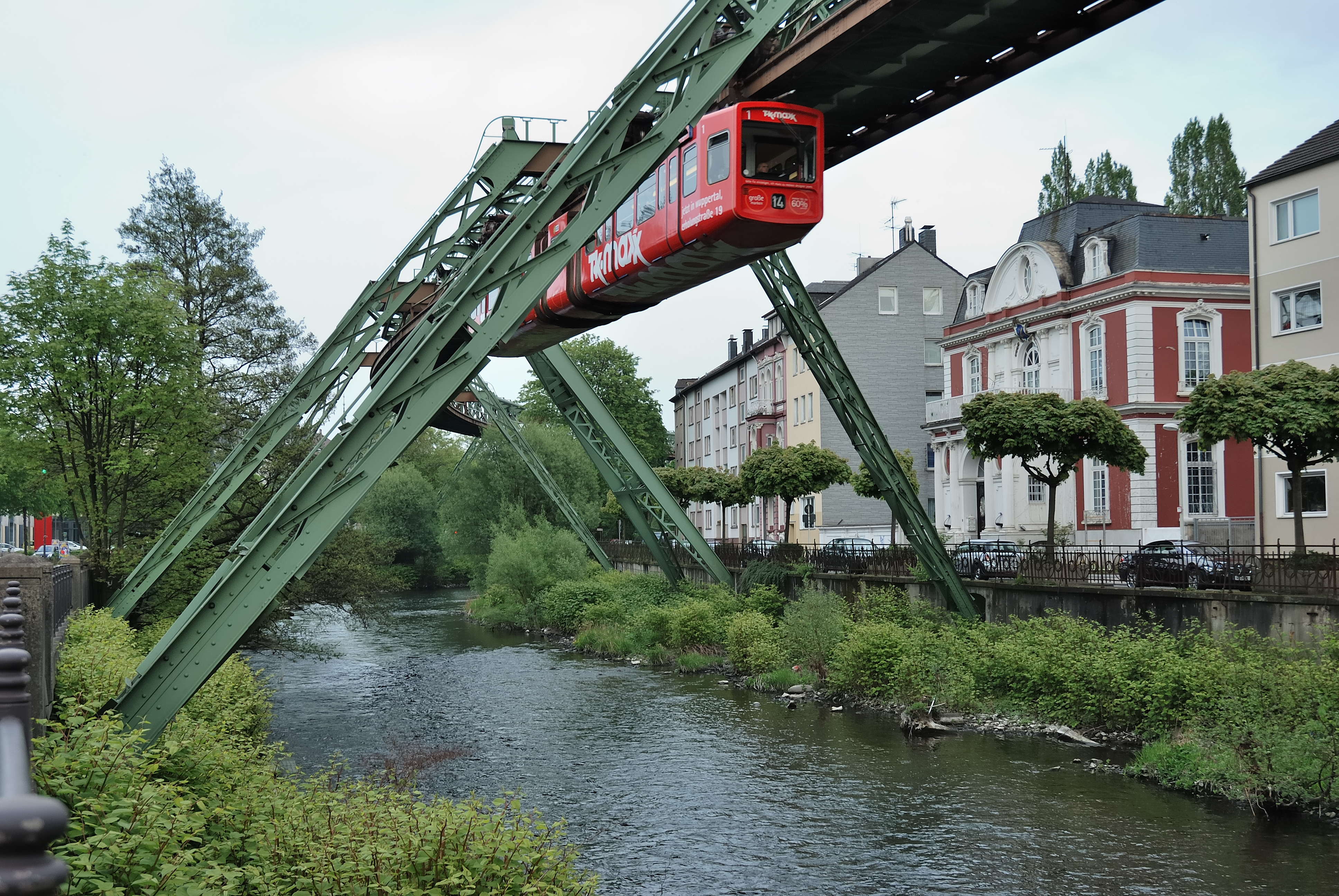
La Schwebebahn à Wuppertal-Barmen.
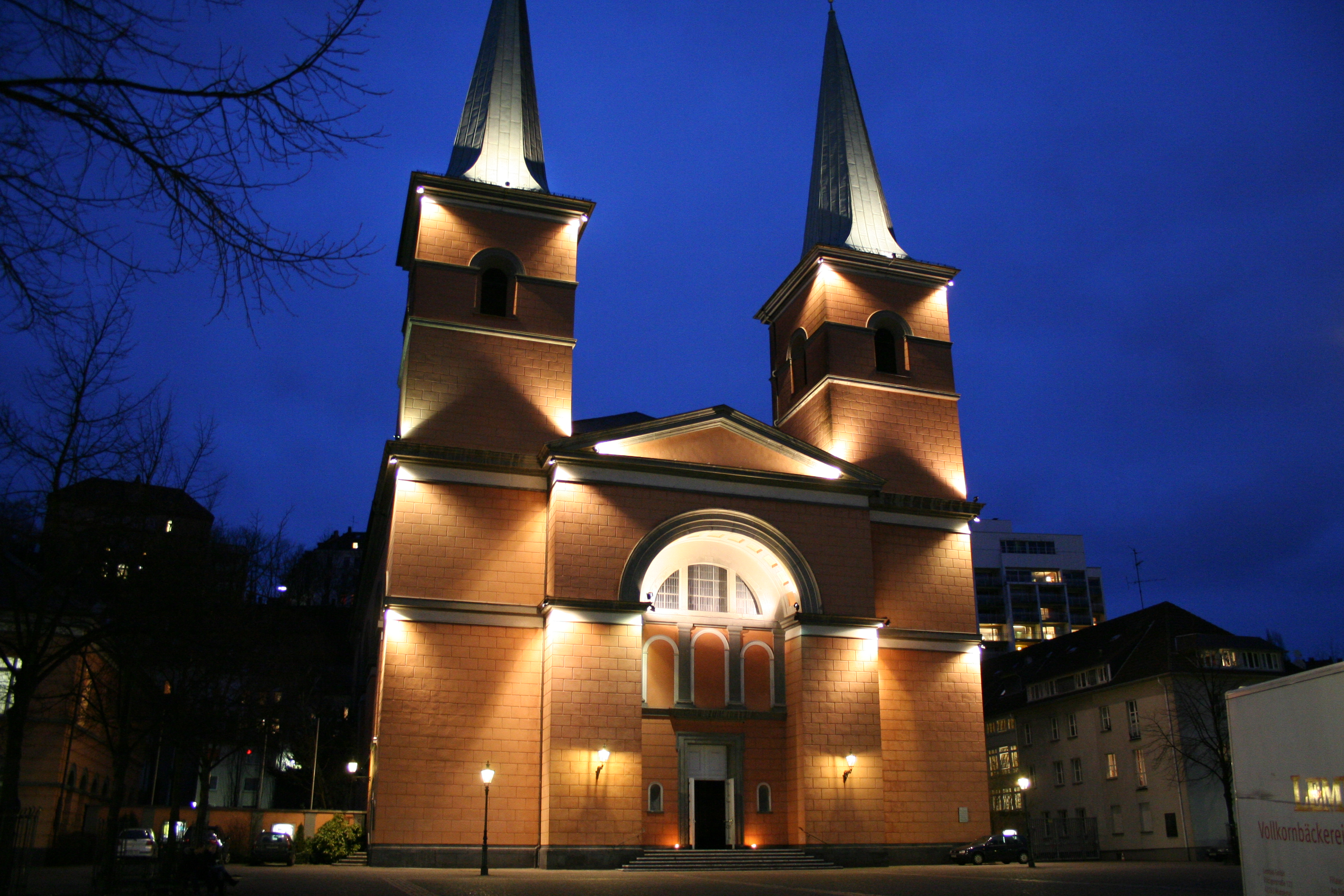
L’église Saint Laurent à Wuppertal.
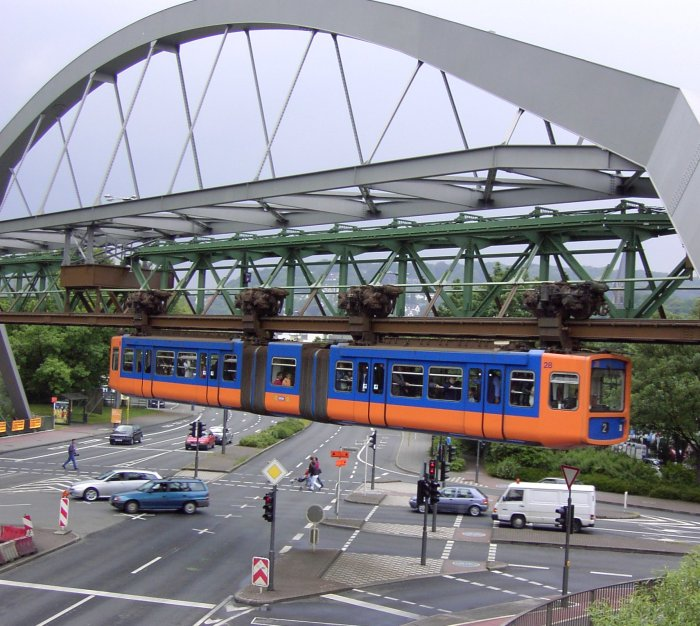
La Schwebebahn à Wuppertal-Elberfeld.
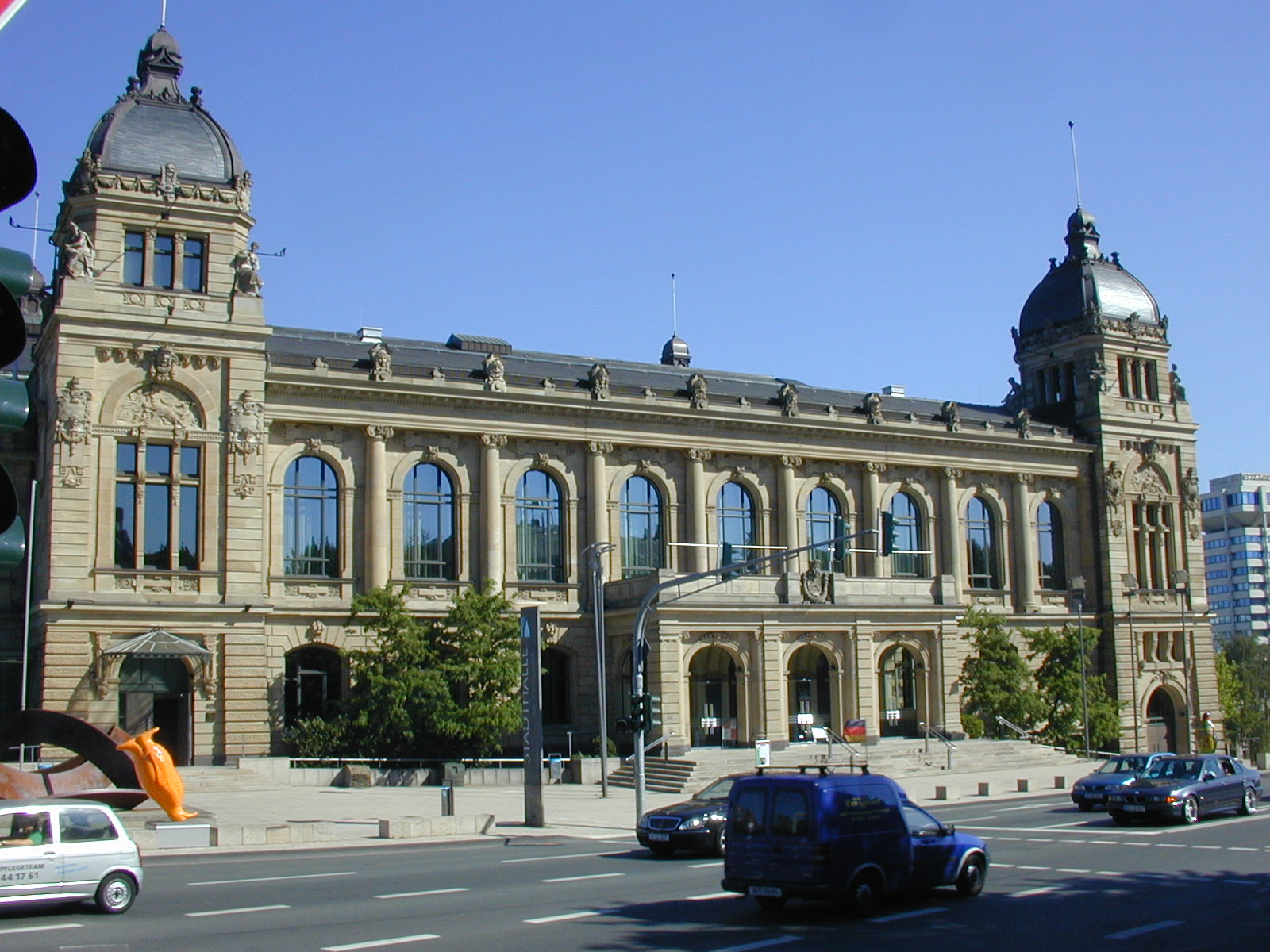
La salle polyvalente (Stadthalle) Wuppertal.
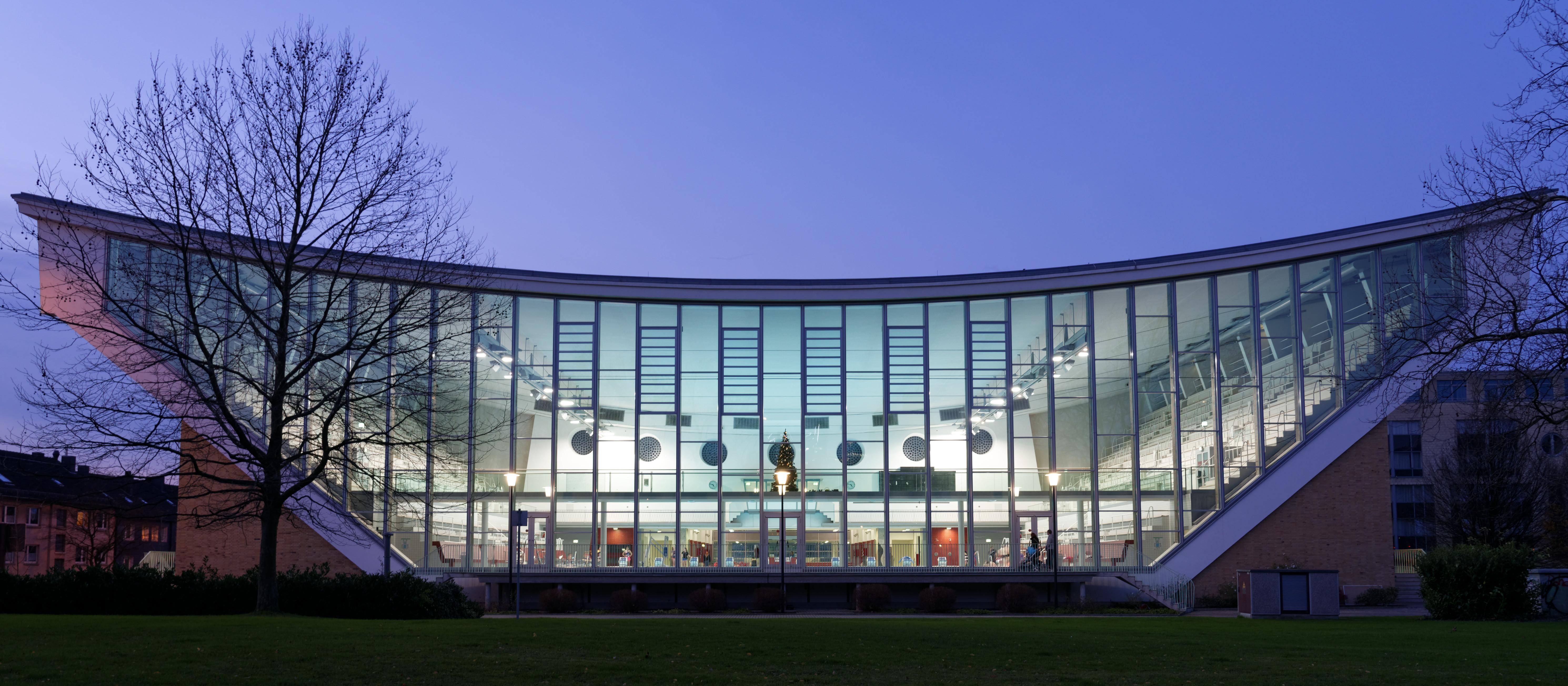
L'arène de natation "Schwimmoper".
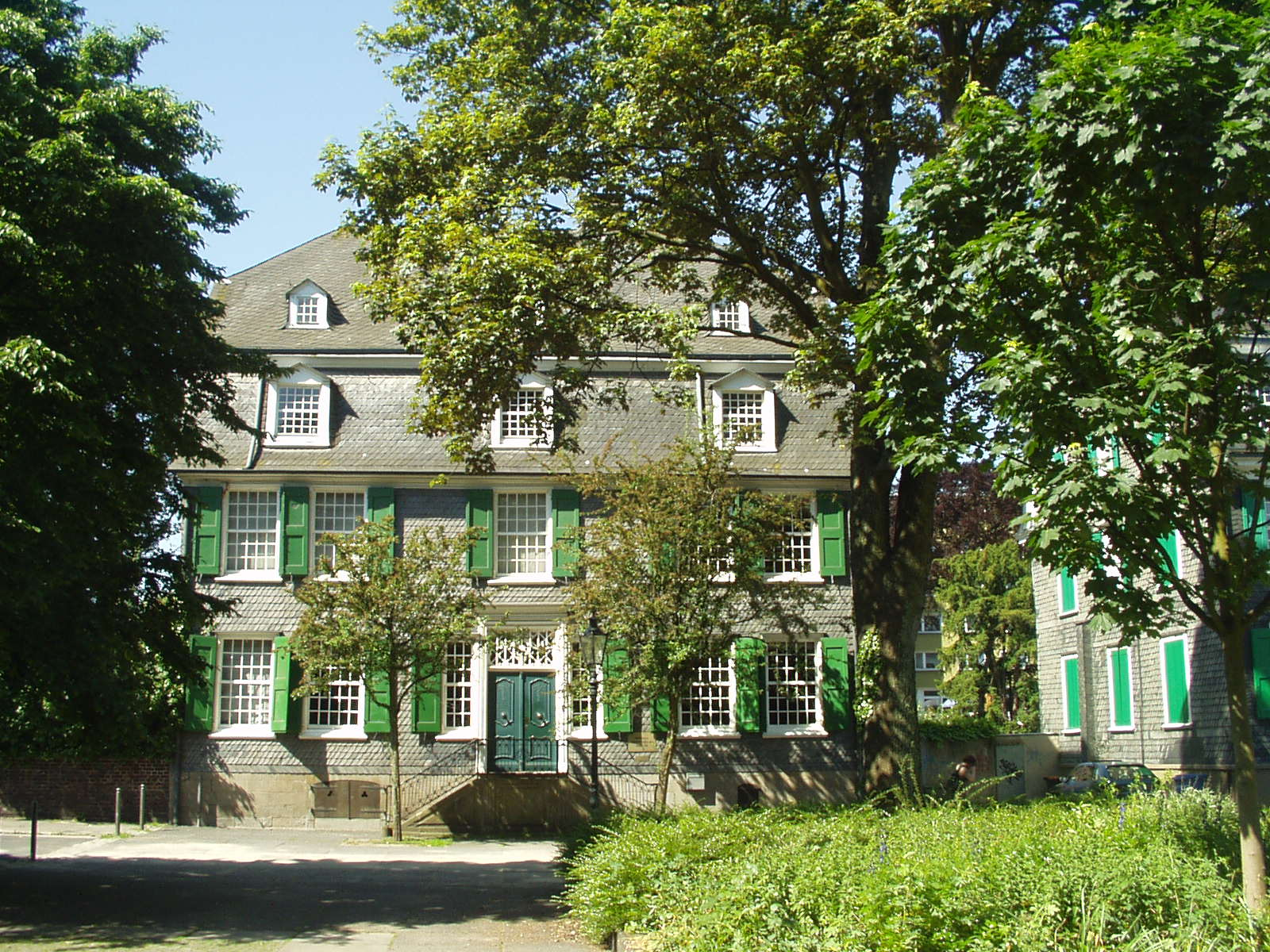
La maison d‘Engels (Historisches Zentrum).
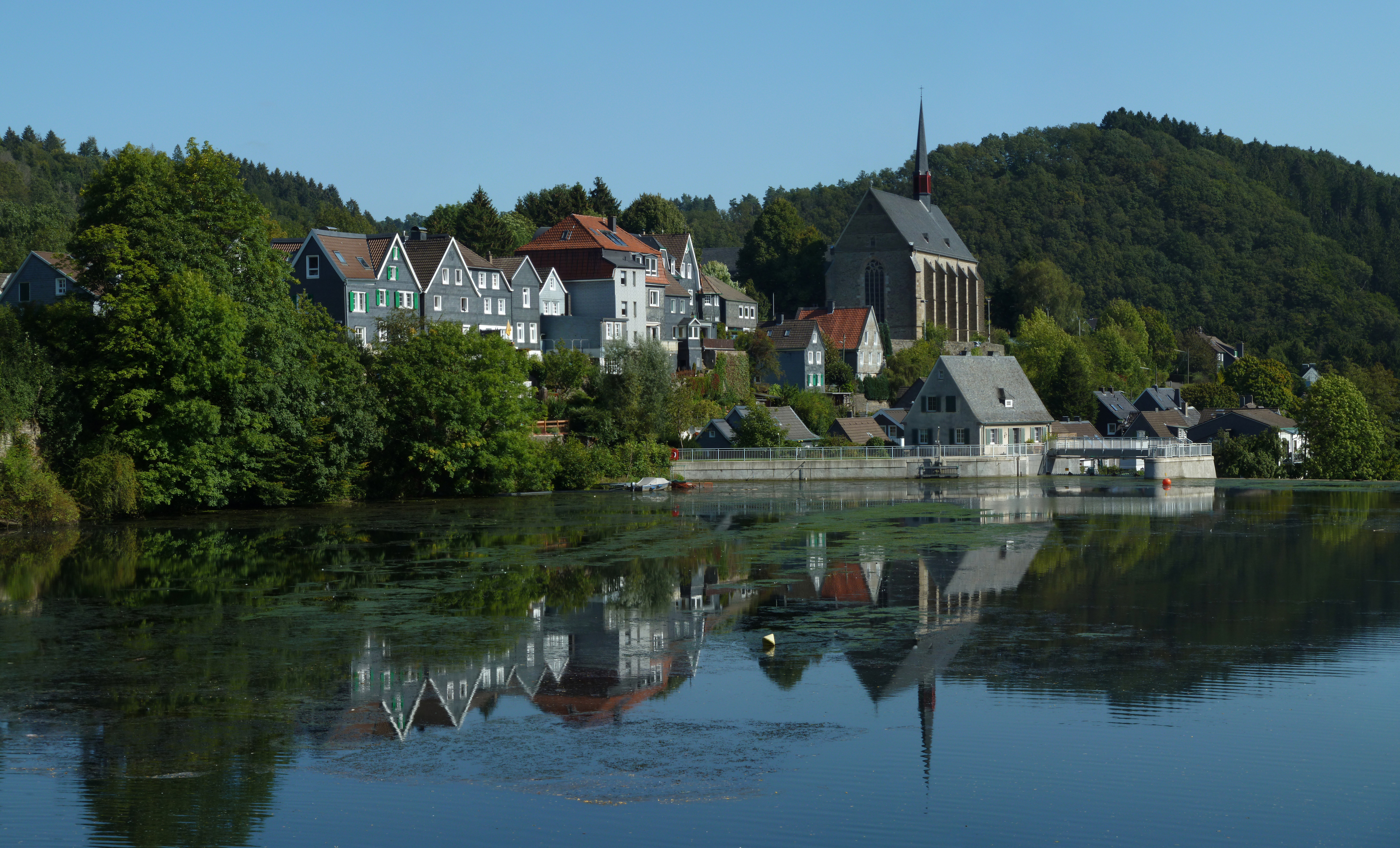
Wuppertal-Beyenburg.
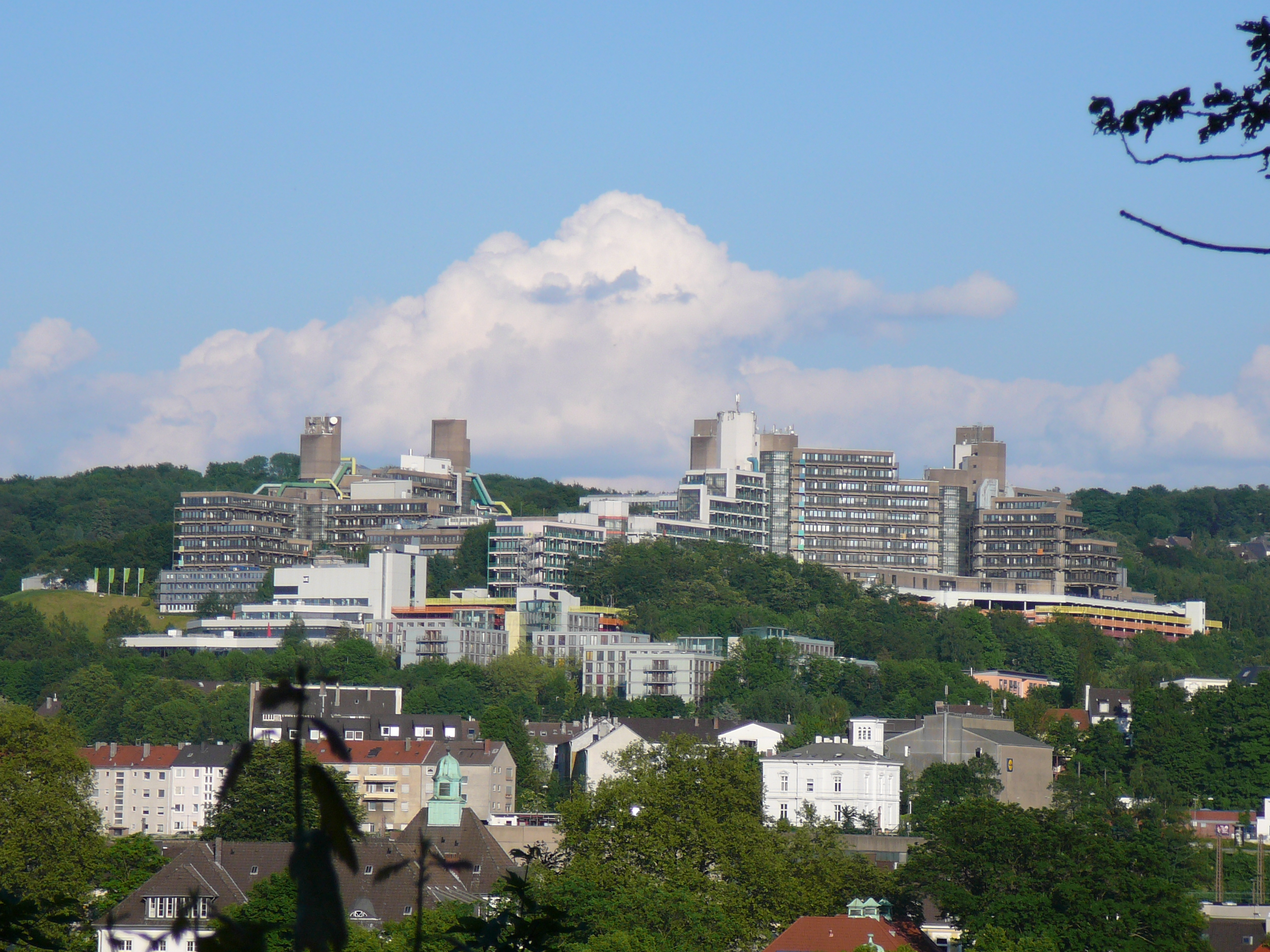
L'université de Wuppertal.
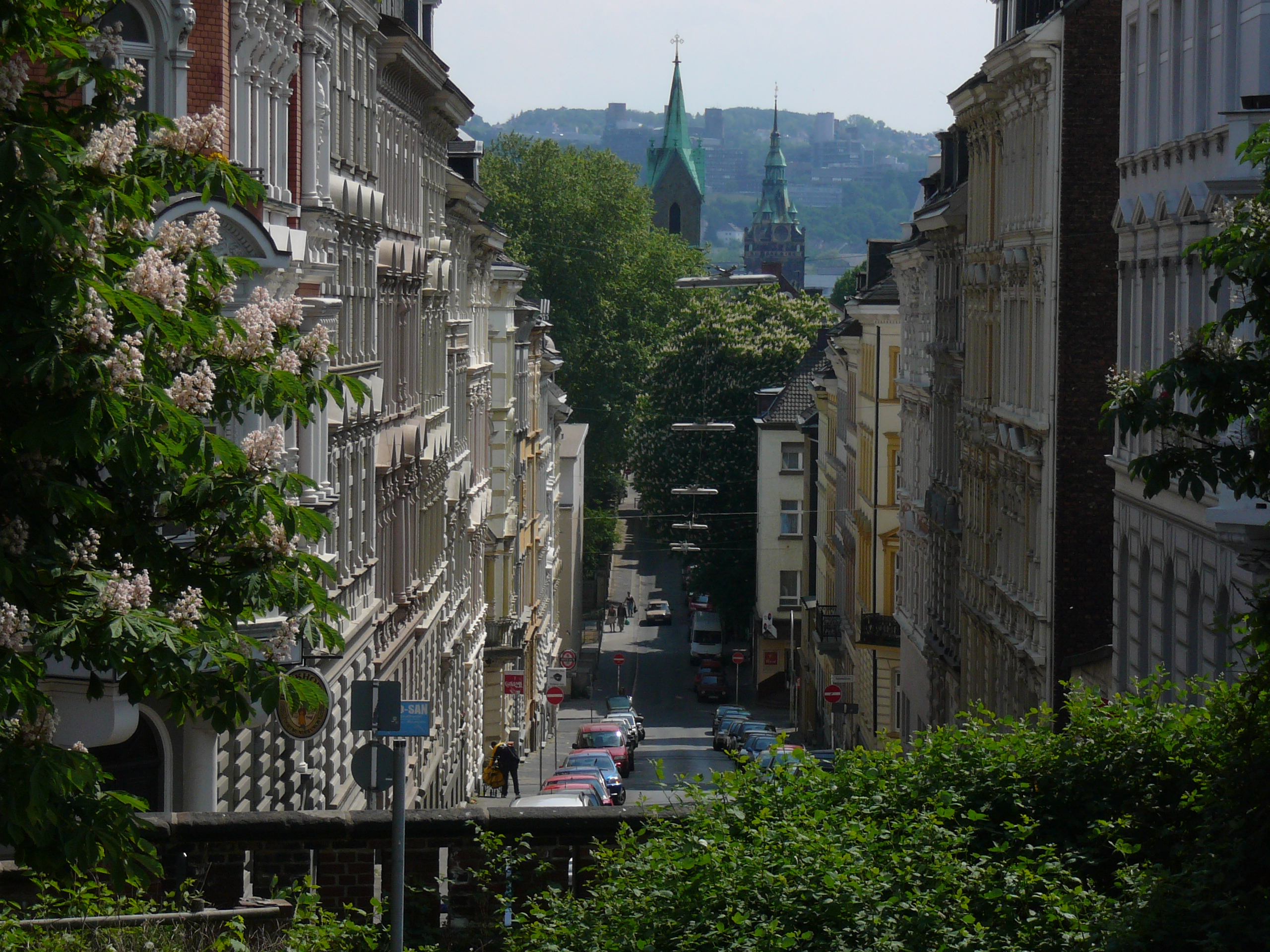
Friedrichstraße à Wuppertal.
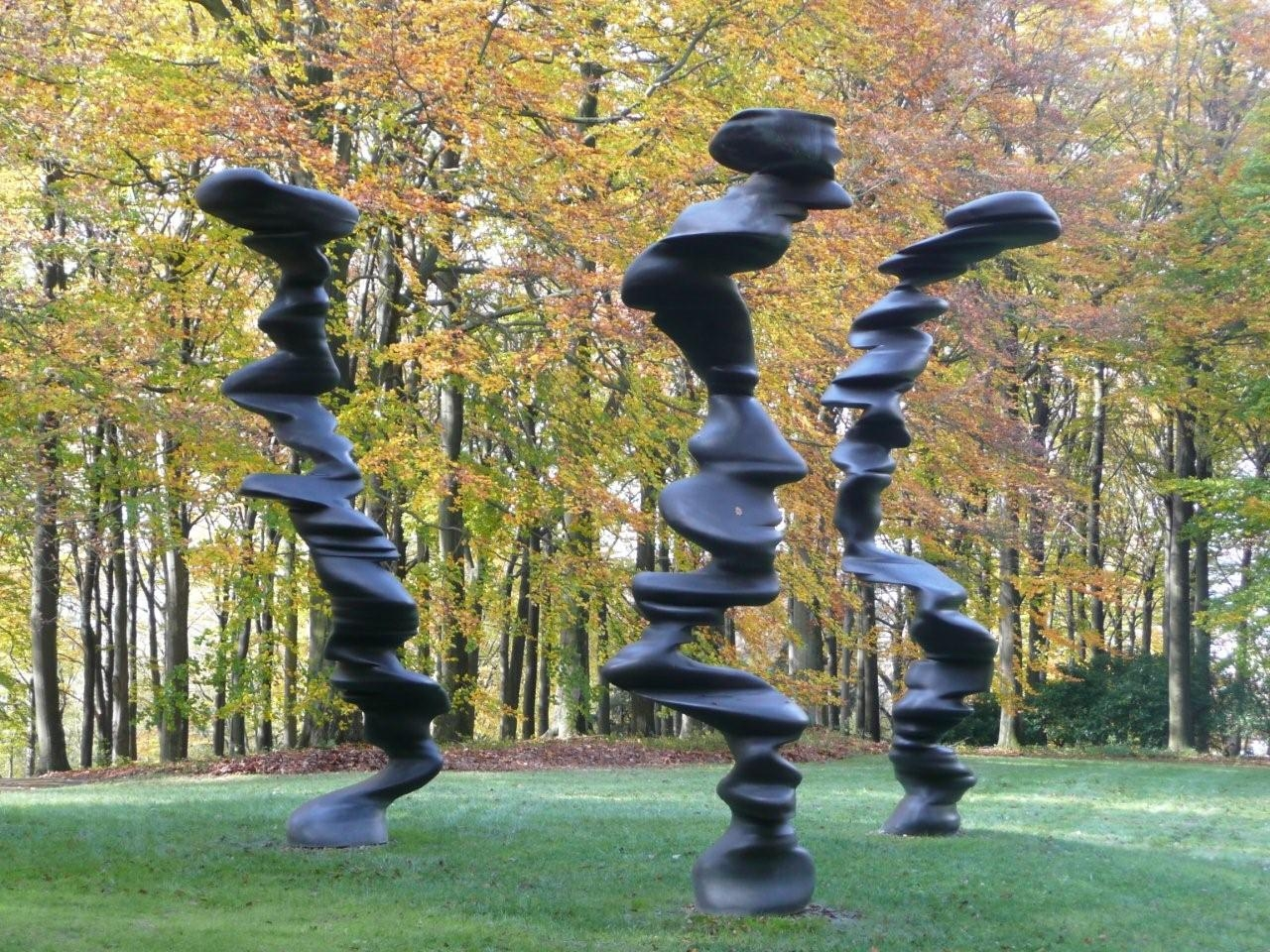
Parc de sculptures Waldfrieden - Tony Cragg Points of View (2008).
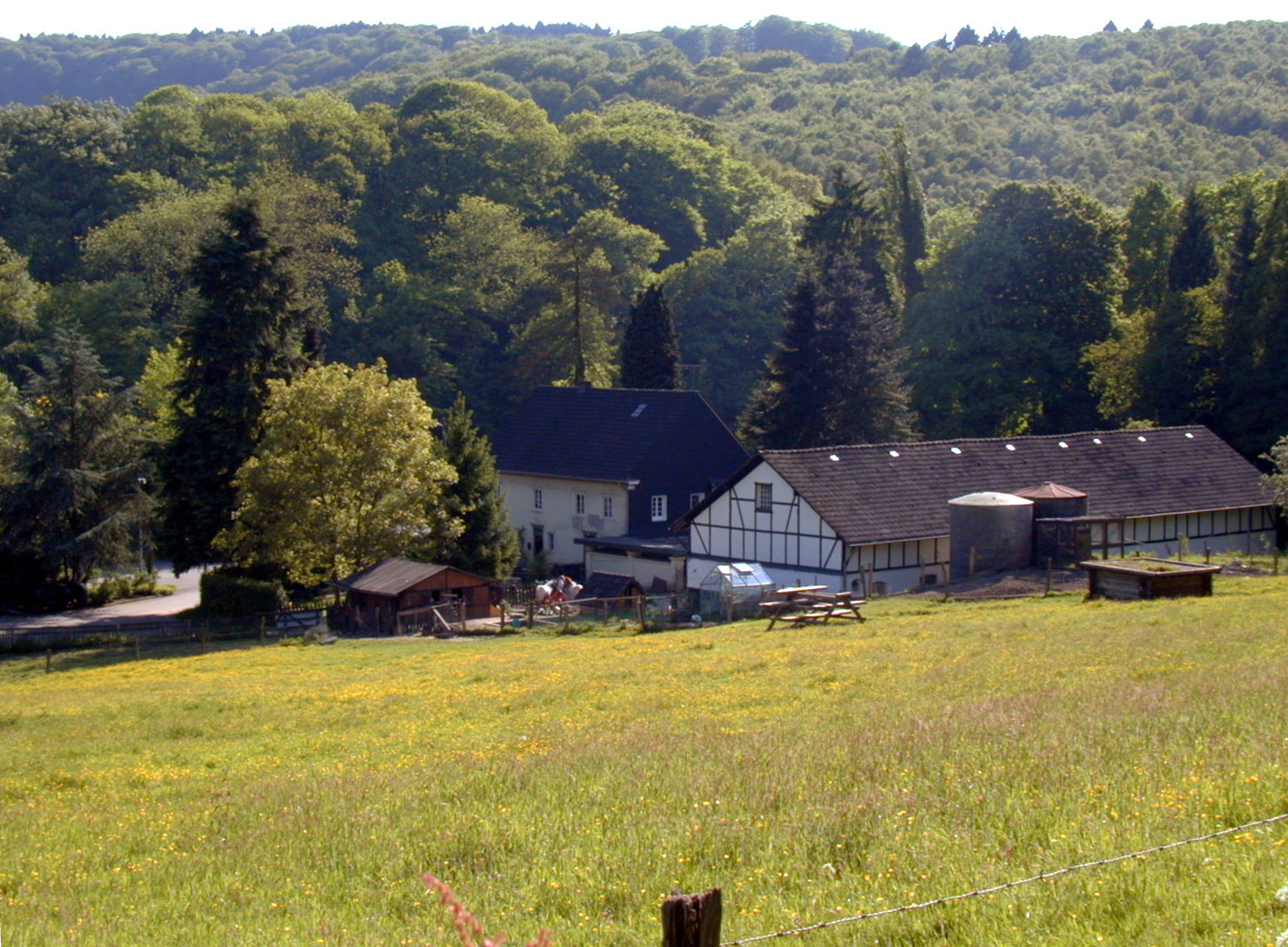
La forêt de Burgholz.
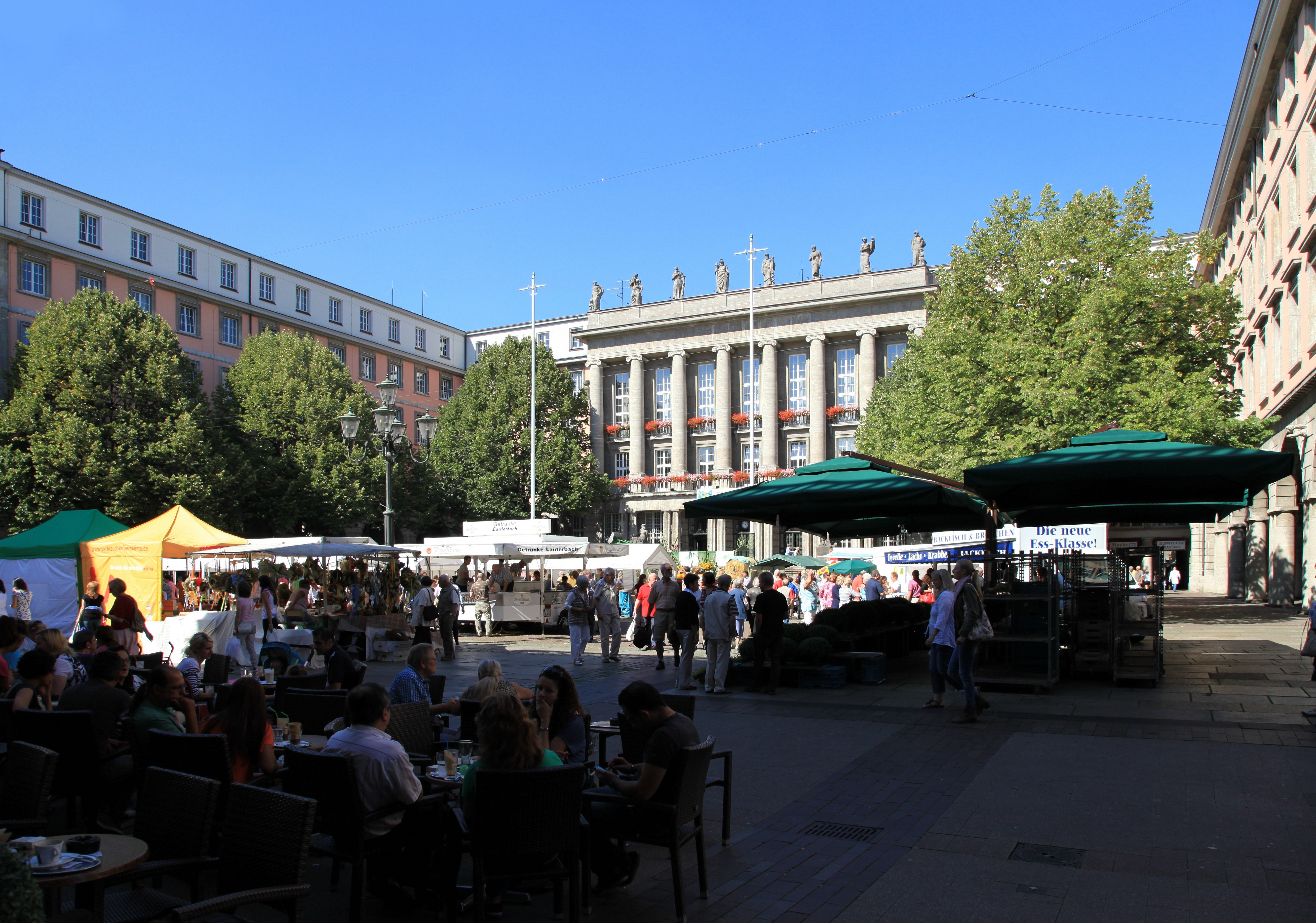
L'hôtel de ville Wuppertal-Barmen.
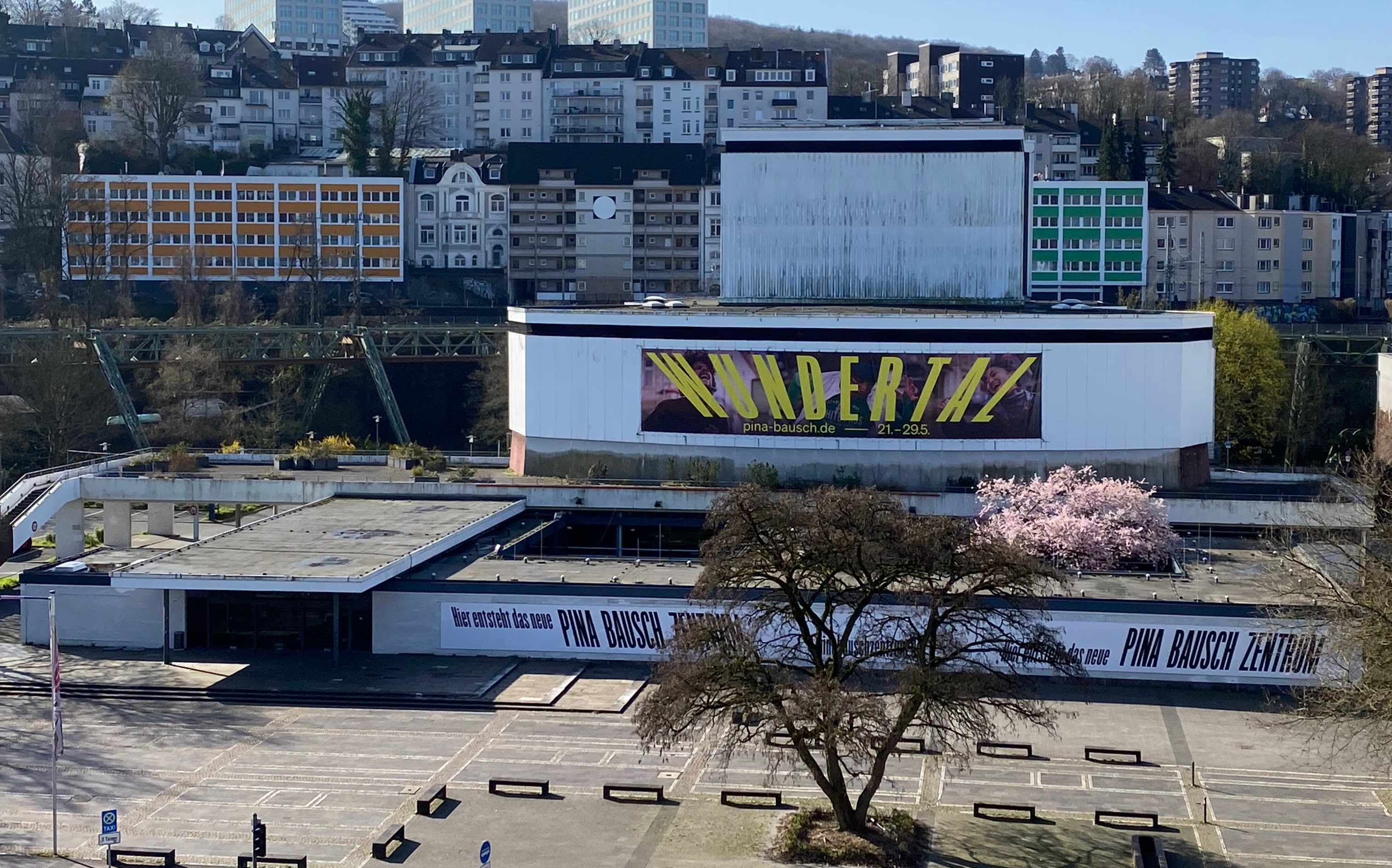
Le théâtre - Wuppertaler Schauspielhaus.
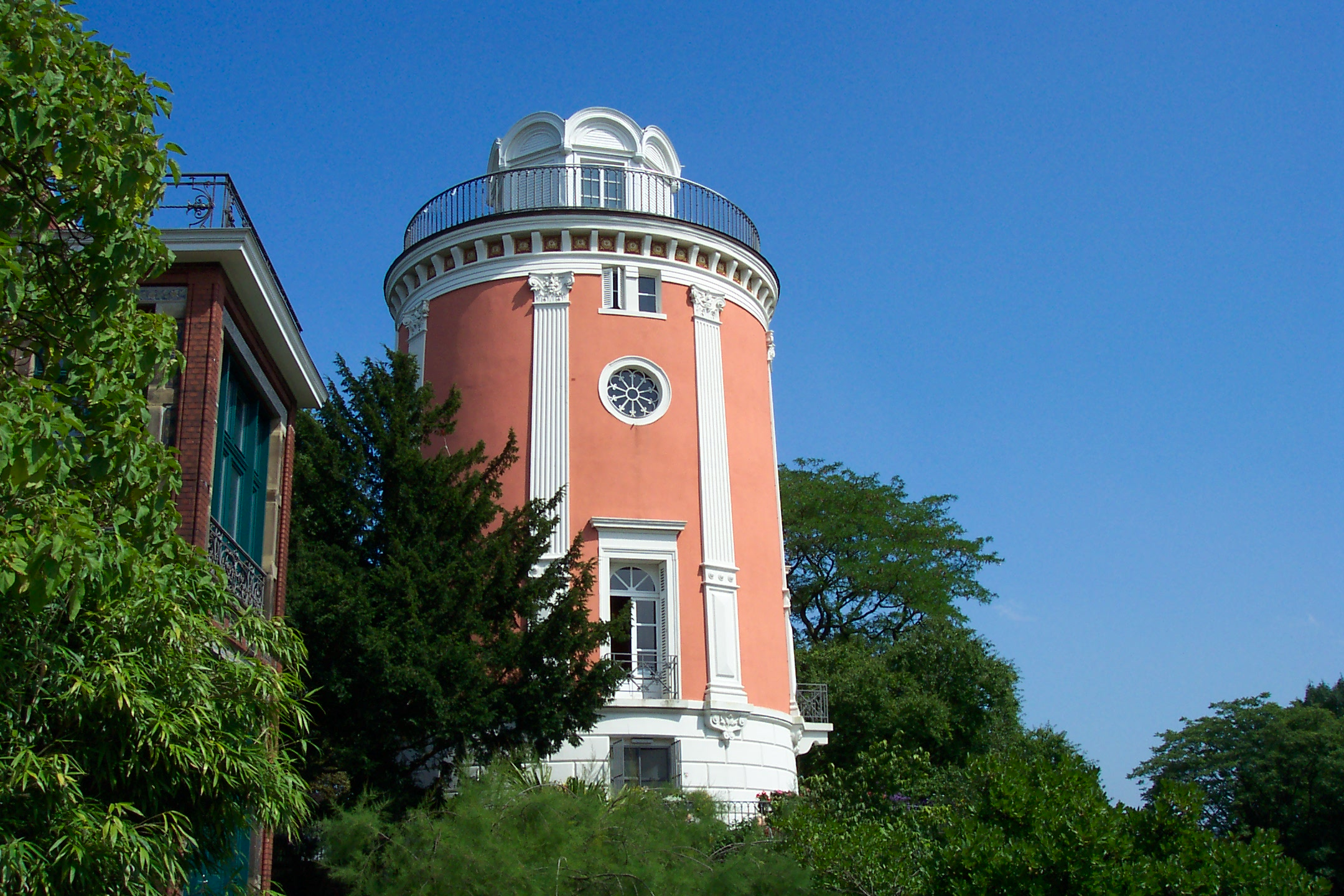
Elisenturm.
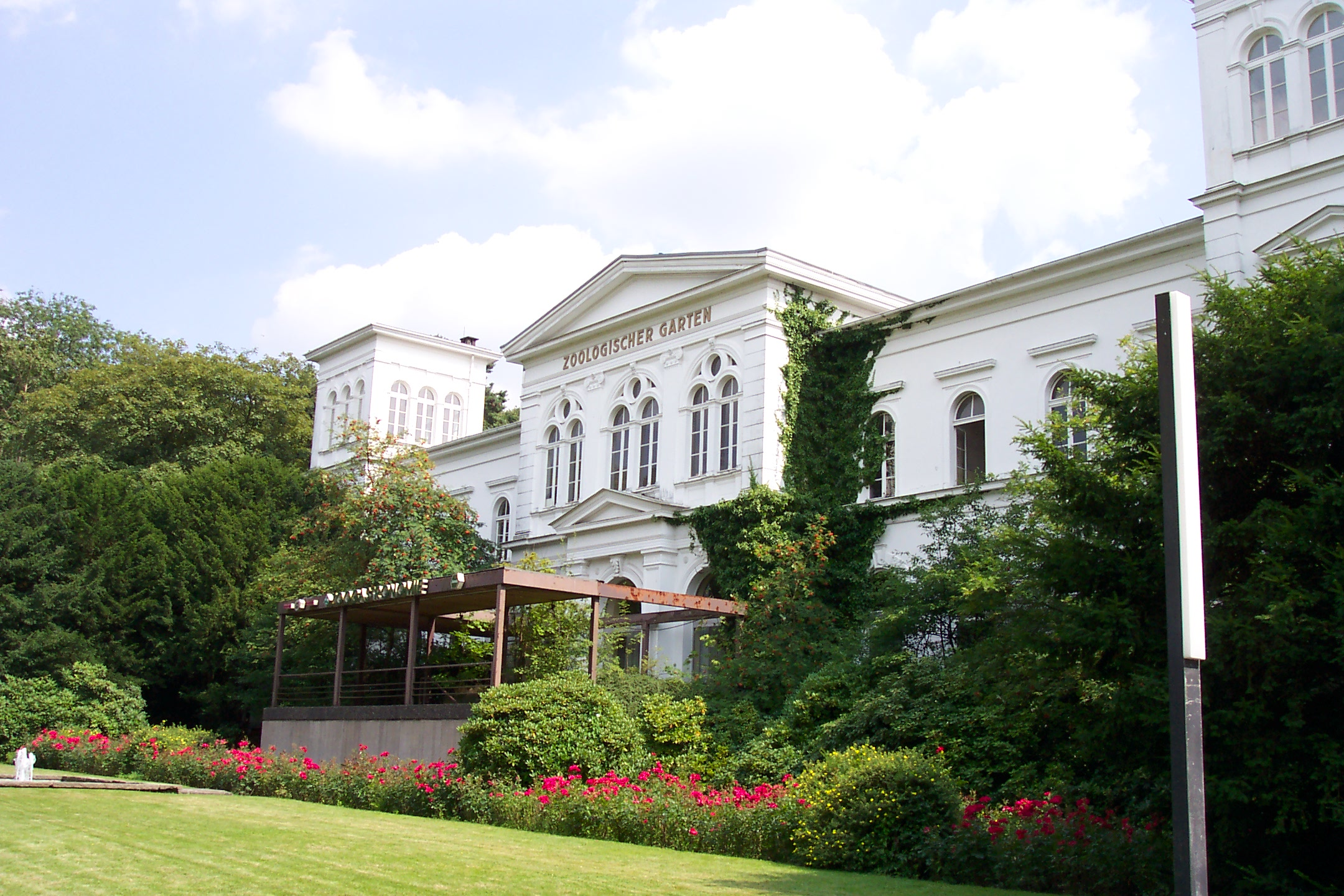
Le zoo de Wuppertal.
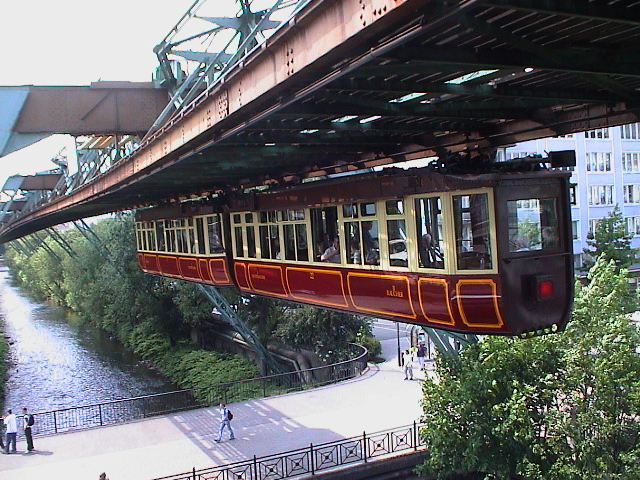
Le Kaiserwagen.
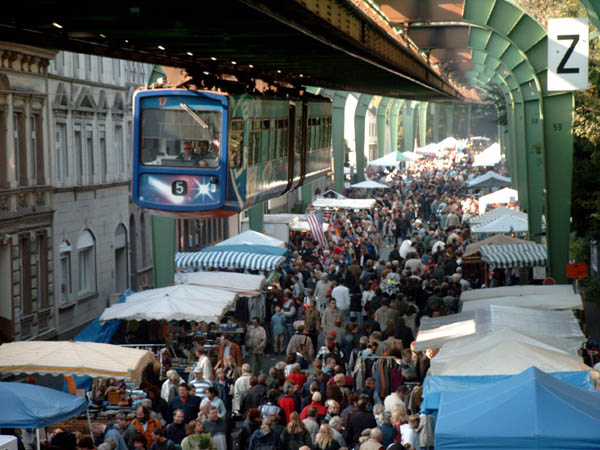
Le marché aux puces.
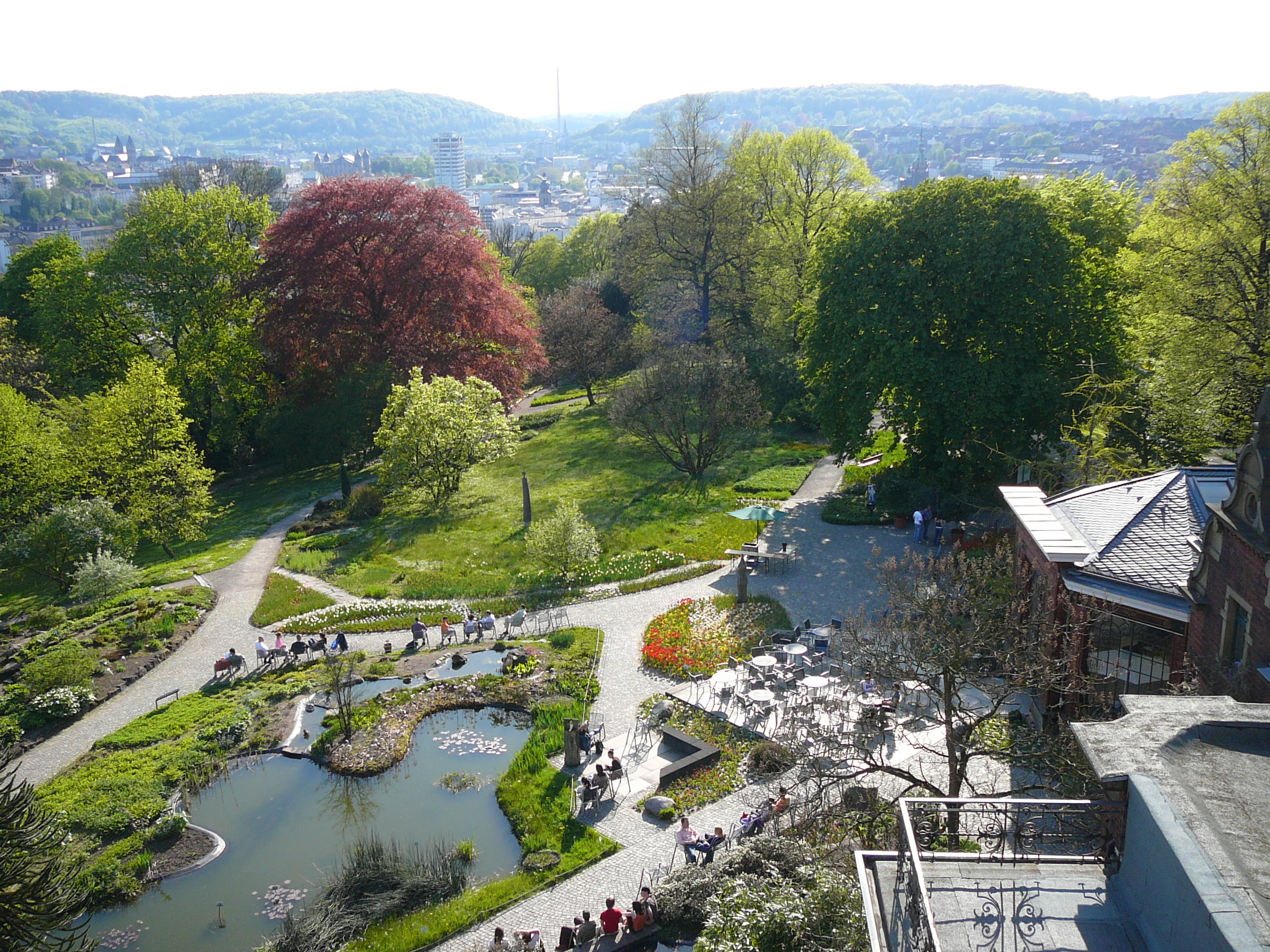
Le jardin botanique.
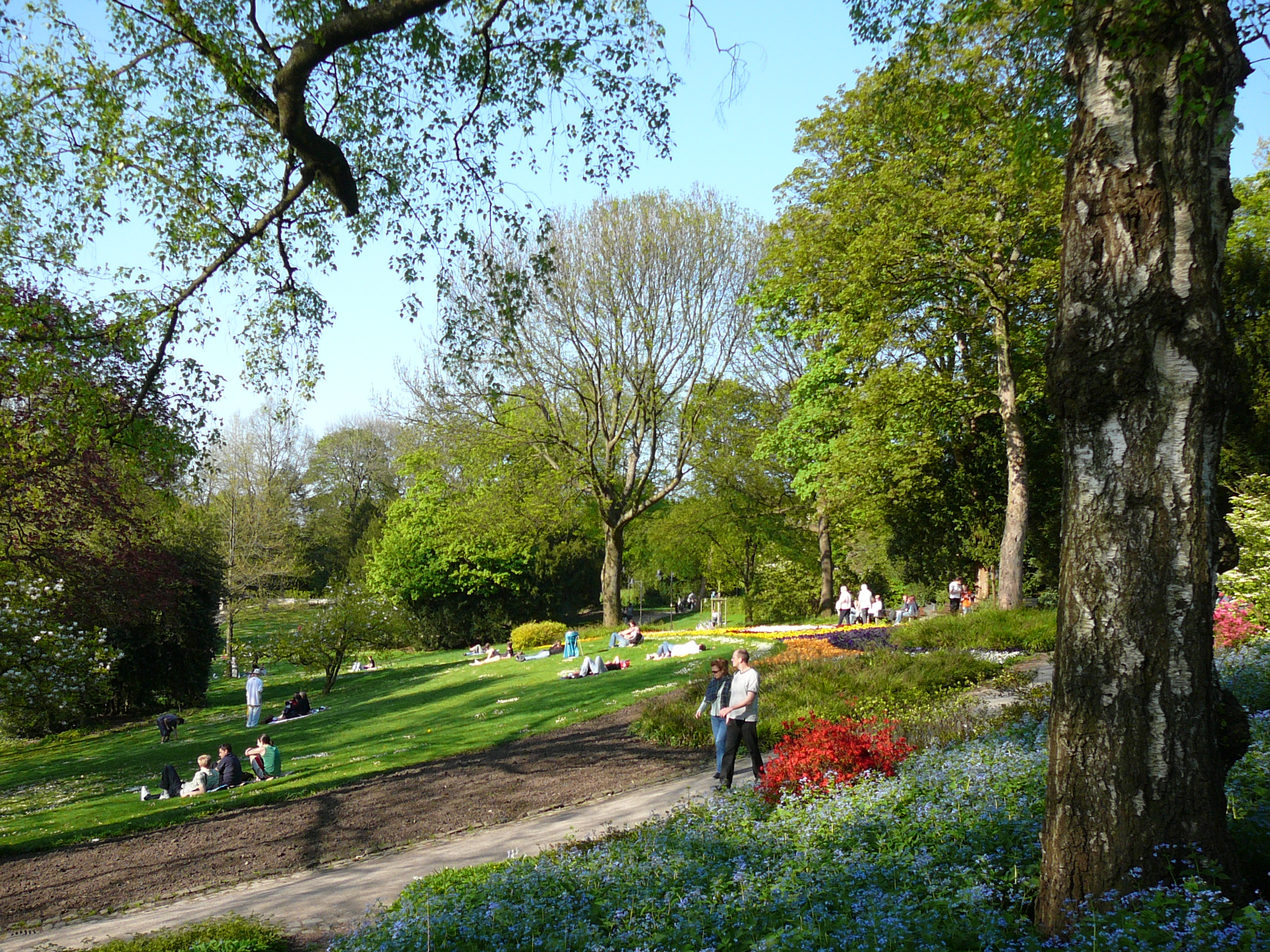
Le parc Hardt au centre.
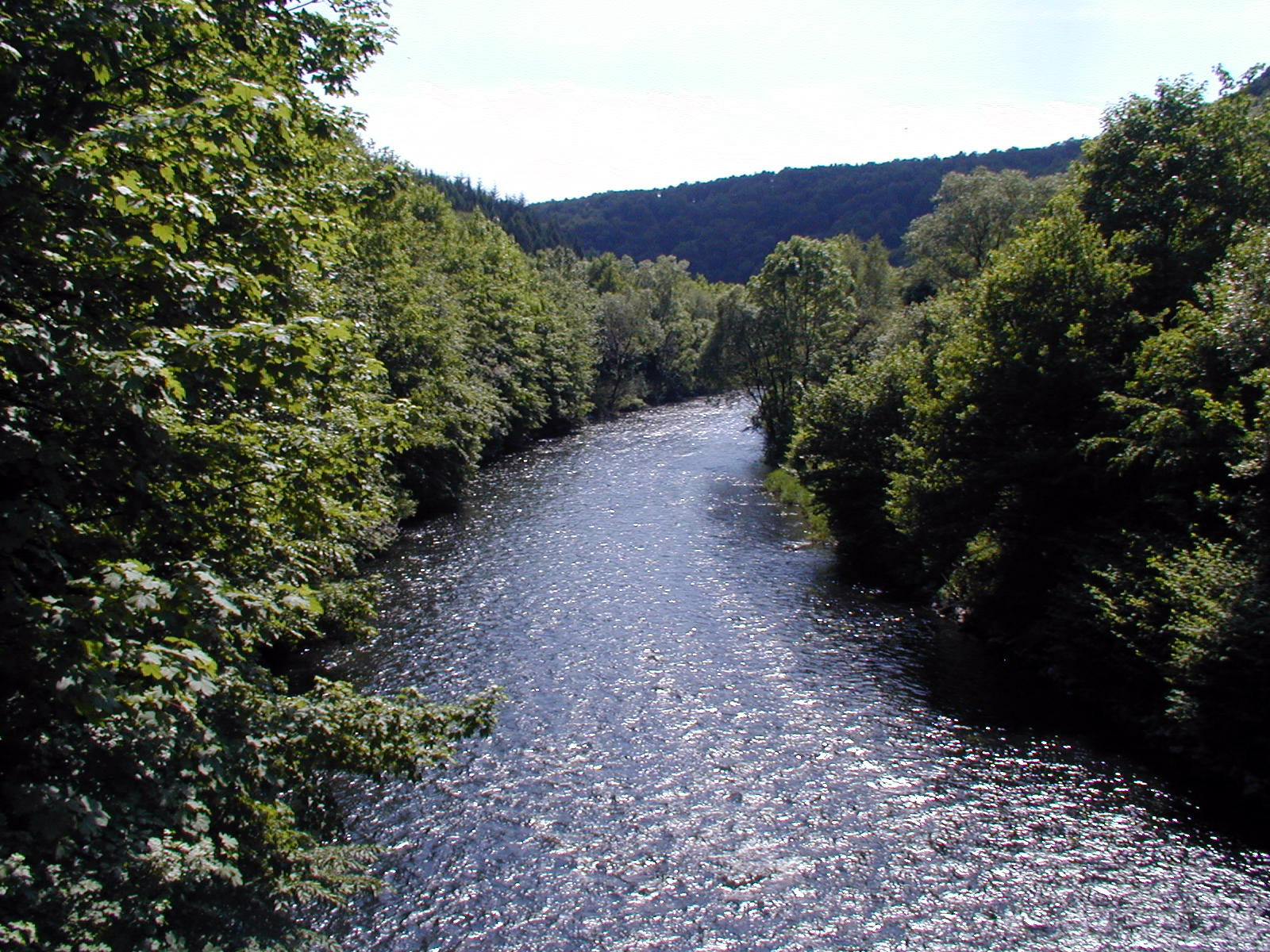
La rivière Wupper aux forêts de Wuppertal.
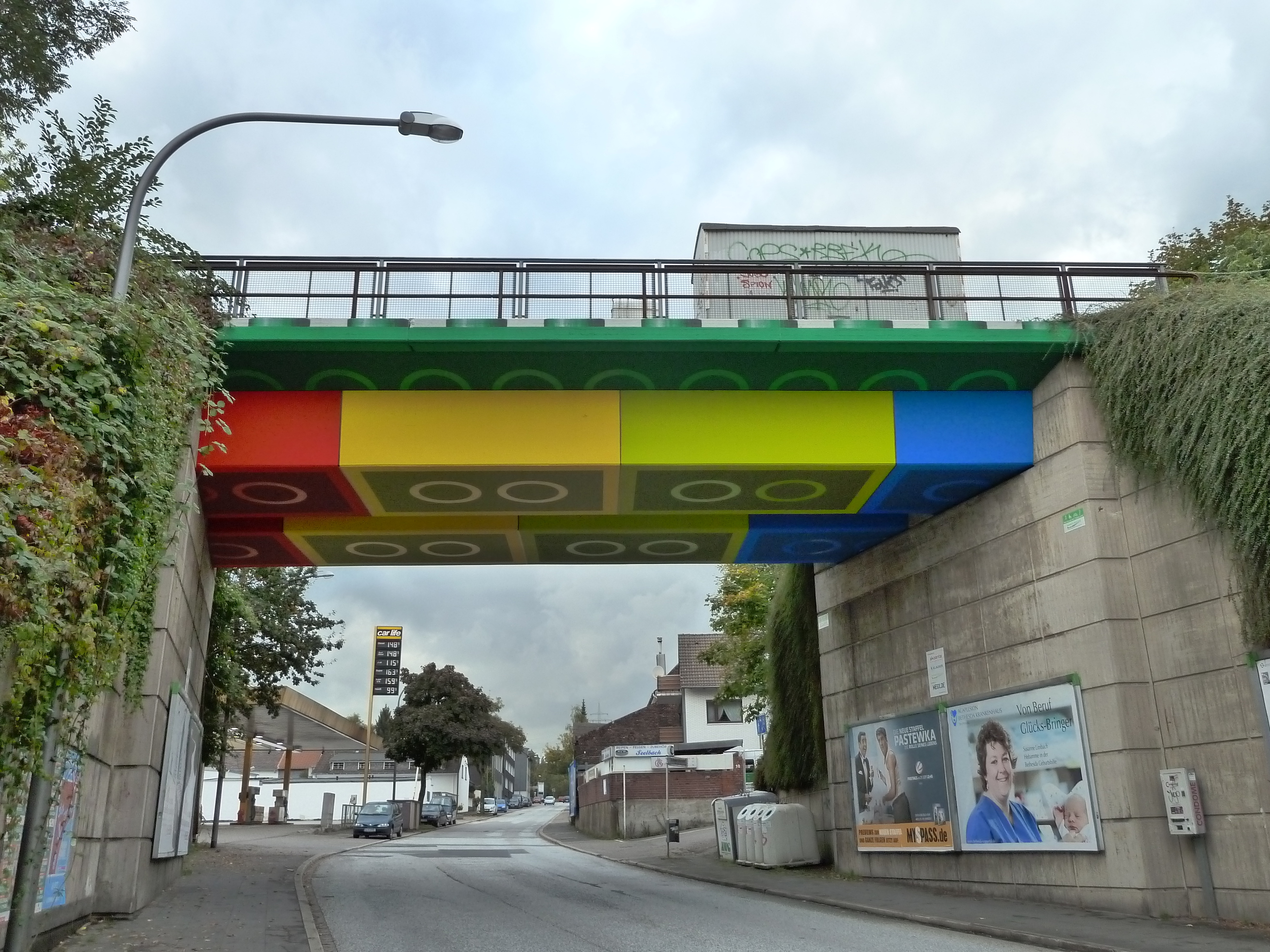
Lego-Brücke, le pont en 2012.